# Шахрово
Ша́хрово (рос. Шахрово) — присілок в Красногорському районі Удмуртії, Росія.

## Населення
Населення — 11 осіб (2010; 32 в 2002).
Національний склад станом на 2002 рік:
- росіяни — 87 %